# Pronator teres

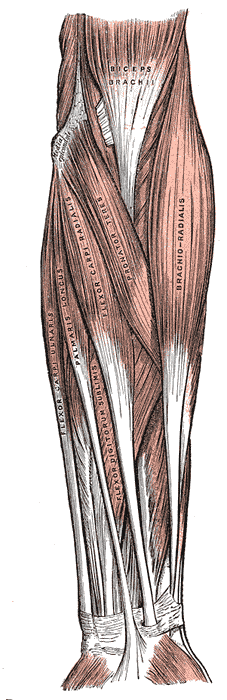
Underarmens muskulatur

Pronator teres (latin: musculus pronator teres, "runda inåtvridarmuskeln") är, i människans kropp, en skelettmuskel i underarmen vars främsta uppgift är pronation (inåtrotation) av handloven och flexion (böjning) av armbågsleden.
Pronator teres är en två-hövdad muskel som har sitt ursprung i överarmsbenets (humerus) mediala epikondyl (epicondylus medialis humeri) och i armbågsbenet (ulna) medialt om processus coronoideus.
Muskelns fäste finns mitt på strålbenets (radius) laterala yta (facies lateralis radii).
Pronator teres innerveras av n. medianus (C6–7).